# 邊界光鰓魚
邊界光鰓魚（學名：Chromis hangganan），又稱邊界光鰓雀鯛，是輻鰭魚綱鱸形目雀鯛科光鰓魚屬的其中一種，Hangganan在他加祿語中的意思是邊界，分布於西太平洋菲律賓盧邦島海域，深度90至130公尺，本魚體呈卵圓形且側扁，身體呈棕色，上半身比下半身較深，尾部和尾鰭呈現淡黃色，背鰭和臀鰭邊緣呈深黑色，背鰭硬棘13枚、背鰭軟條10-12枚、臀鰭硬棘2枚、臀鰭軟條11-12枚，體長可達5.8公分，棲息在礁石區，以浮游生物為食，繁殖期時成對出現，雄魚會守護卵直到孵化，生活習性不明。